# Hubert Kicken
Hubert Kicken (14 januari 1921 – 7 maart 1994) was een Nederlands accordeonist, docent, componist, arrangeur, dirigent en auteur.
Hubert Kicken was accordeondocent aan de Maastrichtse Muziekschool, hoofdvakdocent aan het Maastrichts Conservatorium en aan het Koninklijk Vlaams Conservatorium van Antwerpen, gastdocent aan de Koninklijke Rijksacademie van Antwerpen en dirigent van het Nationaal Accordeon Orkest. Hij nam zitting in de internationale jury onder andere te Brussel, Parijs, Vichy, Kopenhagen, Stockholm, München, Cannes, Oostende, Oslo, Salzburg, Lodz, Wenen en Washington. Hij was lid van de Staatsexamencommissie te Den Haag en voorzitter van de accordeonjury bij het Wereld Muziek Concours te Kerkrade. Hij is de enige West-Europeaan 
die een hoge Tsjechische onderscheiding ontvangen heeft voor het promoten van de 
accordeonmuziek. 
In 1978 ontving hij een van de hoogste muzikale onderscheidingen, de Merit Award, en in 1991 ontving hij de Duitse Rudolf Wurthner Medaille. De Rudolf Wurthner Medaille wordt gewoonlijk aan Duitse accordeonisten uitgereikt en slechts bij uitzondering aan buitenlanders. 

## Discografie
Nederlands Accordeon Orkest "Akkordeon in Concert" onder leiding van Hubert Kicken
- Ballett Suite
- Das Budapester Konzert
- Nordische Sonate
- Partita Piccola
- Rhapsodischer Walzer

## Boeken
- Toonladderstudie
- Accordeon Lexicon
- Fundato Introduction to polyphonic accordion playing.

## Composities
- Variété Impressie
- Kasen
- Avondmuziek
- Helmi
- Hazendans
- Wilma